# Spycimierz
Spycimierz (prononciation [spɨˈt͡ɕimjɛʂ]) est un village de la gmina d'Uniejów, du powiat de Poddębice, dans la voïvodie de Łódź, situé dans le centre de la Pologne.
Il se situe à environ 4 kilomètres au sud-ouest d'Uniejów (siège de la gmina), 15 kilomètres à l'ouest de Poddębice (siège du powiat) et 52 kilomètres à l'ouest de Łódź (capitale de la voïvodie).
Sa population s'élevait approximativement à 380 habitants en 2006.

## Histoire
Depuis des temps lointains, ces terres sont traversées par des frontières, qui résultent de différents partages administratifs du pays. Aujourd'hui c'est une frontière de la voïvodie de Lodz et de la voïvodie de Grande-Pologne. Néanmoins au début de l'Etat polonais, il y a plus de mille ans, c'était un terrain démarcatif des tribus Łęczycane et Polanes. C'est justement ici au VIIIe siècle sur la dune, située parmi des "nadwarciańskich" prairies de 1,3 ha, appelée Smulska Góra, une fortification en bois a été dressée afin de protéger ces terrains devant l'expansion de la tribu Polanes. Sur le "terrassement" en sable reposait une construction en claie, appuyée sur des "legarach" et couverte par une double "couche" de piquets enfoncés dans les pentes de "terrassements" sablés.
Les plus anciennes traces de colonisation sur le terrain de Człop proviennent de 3000 ans après notre ère[Quoi ?]. Des morceaux de pots en glaise d'une culture de coupe infundibuliforme qui ont été retrouvés en témoignent. Ils prouvent que sur nadwarciańskich buissons et dunes, dressés au-delà de la ligne inondable par la rivière, vivaient autrefois des gens, qui s'occupaient principalement de l'élevage des animaux, et en plus petit degré de la pratique de roli.

## Administration
De 1975 à 1998, le village était attaché administrativement à l'ancienne voïvodie de Konin.

Depuis 1999, il fait partie de la nouvelle voïvodie de Łódź.

## Traditions
Spycimierz est connu pour les tapis de fleurs de plus de 2 km de long, réalisés chaque année par les habitants dans les rues de la ville sur le trajet de la procession de la Fête-Dieu (Corpus Domini).

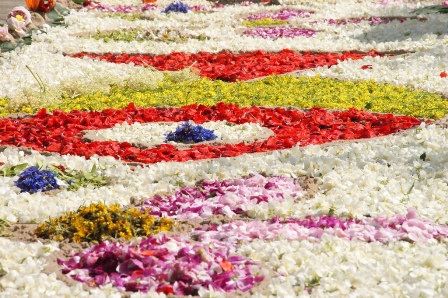
Corpus Domini, 2009
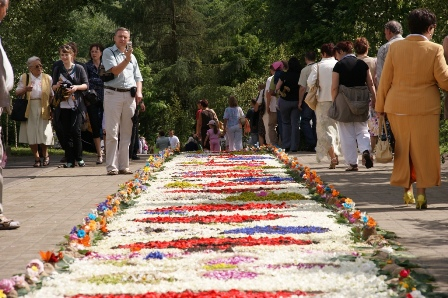
Corpus Domini, 2009
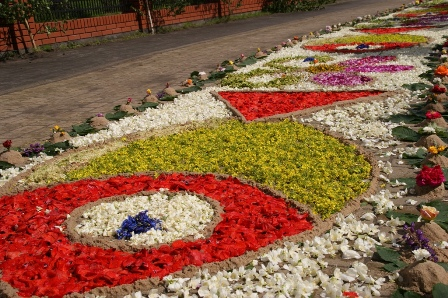
Corpus Domini, 2009
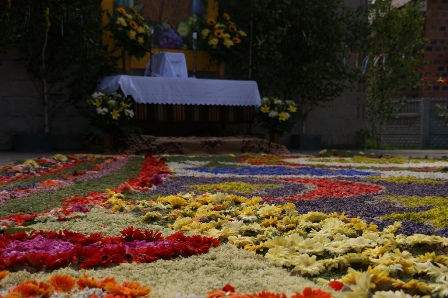
Corpus Domini, 2009
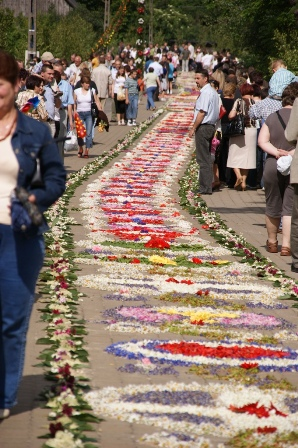
Corpus Domini, 2009
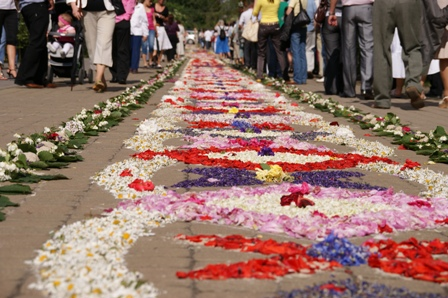
Corpus Domini, 2009

## Liens
- Spycimierz